# Distrito electoral federal 30 del Distrito Federal
El XXX Distrito Electoral Federal de Ciudad de México fue un antiguo Distrito electoral vigente entre 1979 y 2005. Fue suprimido durante el proceso de distritación de 2005 por criterios demográficos.
El proceso de distritación llevado a cabo por el Instituto Federal Electoral, no justificó la existencia de 30 distritos electorales en el Distrito Federal por razones demográficas, y los redujo a 27, esos tres distritos electorales pasaron a conformarse en otras entidades del país. Estuvo integrado de 1996 a 2005 por el territorio de la Delegación Tlalpan, a excepción de su noroeste, que formaba el Distrito XXIX.
El Distrito XXX eligió diputados federales, para las legislaturas LI a LIX.

## Diputados por el distrito
| Diputado                         | Grupo parlamentario | Legislatura | Periodo     |
| -------------------------------- | ------------------- | ----------- | ----------- |
| Roberto Blanco Moheno            |                     | LI          | 1979 - 1982 |
| Esteban Núñez Perea              |                     | LII         | 1982 - 1985 |
| María Emilia Farías Mackey       |                     | LIII        | 1985 - 1988 |
| Mario Vargas Saldaña             |                     | LIV         | 1988 - 1991 |
| Benjamín González Roaro          |                     | LV          | 1991 - 1994 |
| José Eduardo Escobedo Miramontes |                     | LVI         | 1994 - 1997 |
| David Cervantes Peredo           |                     | LVII        | 1997 - 2000 |
| Jorge Alberto Lara Rivera        |                     | LVIII       | 2000 - 2003 |
| Salvador Martínez della Rocca    |                     | LIX         | 2003 - 2006 |